# Себастіан Нанасі
Себастіан Нанасі (суах. Sebastian Nanasi, нар. 16 травня 2002, Крістіанстад, Швеція) — шведський футболіст, нападник клубу «Страсбур» та збірної Швеції.

## Клубна кар'єра
Себастіан Нанасі народився у містечку Крістіанстад, що на півдні Швеції. Футболом починав займатися у школі місцевого клубу аматорського рівня.У 2018 році Себастіан приєднався до академії клубу «Мальме». 1 червня 2020 року Нанасі підписав з клубом перший свій професійний контракт, дія якого розрахована до кінця 2021 року. І одразу був відправлений в оренду до клубу «Варбергс БоІС».
Після закінчення оренди повернувся до «Мальме». Першу гру в основі провів у лютому 2021 року у турнірі Кубка Швеції. Того ж сезону Нанасі разом з клубом виграв національний чемпіонат та взяв участь у матчах Ліги чемпіонів.

## Збірна
З 2018 року Себастіан Нанасі є гравцем юнацьких збірних Швеції.

## Досягнення

### Клубні досягнення
«Мальме»
- Чемпіон Швеції (2): 2021, 2023
- Володар Кубка Швеції (2): 2021–22, 2023–24[4]

### Особисті досягнення
- Найкращий гравець року Аллсвенскан: 2023[5]
- Півзахисник року Аллсвенскан: 2023[5]
- Гравець місяця Аллсвенскан (2): жовтень 2023[6], квітень 2024[7]